# NGC 457
NGC 457 is een open sterrenhoop in het sterrenbeeld Cassiopeia. Het hemelobject ligt ongeveer 9000 lichtjaar van de Aarde verwijderd en werd op 18 oktober 1787 ontdekt door de Duits-Britse astronoom William Herschel. NGC 457 is bekend als de Owl Cluster of E.T. Cluster. De twee helderste sterren in deze open sterrenhoop doen dienst als een koppel lichtgevende ogen.

## Synoniem
- OCL 321